# Bahnhof Hagalund

Der Bahnhof Hagalund (schwedisch Hagalunds bangård) ist Schwedens größte Zugbildungs- und Abstellanlage für Reisezüge. Er liegt im Stadtteil Järva der Gemeinde Solna in der Provinz Stockholms län. Der Kopfbahnhof ist an die Ostkustbana, etwas mehr als sechs Kilometer nördlich des Stockholmer Hauptbahnhofs, angeschlossen. Der Gebäudekomplex wurde zwischen 1913 und 1916 als Betriebswerkstatt für Statens Järnvägar (SJ) gebaut und ersetzte frühere Werkstätten in anderen Teilen von Stockholm. Ein umfassender Ausbau erfolgte zwischen den 1960er und 1980er Jahren. Er ist benannt nach dem südlich vom Bahnhof gelegenen ehemaligen Vorort Hagalund und befindet sich heute zwischen den in der Umgebung entstandenen Stadtteilen Frösunda, Ulriksdal, Råstahem und Råsunda. Zudem entstand in den 2000er Jahren im Süden vor dem Bahnhof der neue Stadtteil Arenastaden mit der Friends Arena.

## Geschichte
Als der Zugverkehr um die Jahrhundertwende zum 20. Jahrhundert stark zunahm, reichten die bestehenden Betriebswerkstätten von Statens Järnvägar in Stockholm und Tomteboda nicht mehr aus, was den Bau eines neuen Betriebsbahnhofs mit Werkstätten an einem geeigneten Standort nötig machte. Das Militär musste einige hundert Meter südlich des Bahnhofs Ulriksdal, der damals Järva hieß, Land abgeben. Die neue Werkstatt bekam ursprünglich den Namen Järva, wurde aber nach etwa einem Jahr in „Hagalund Övre“ umbenannt. Alle Lokomotiven und Wagen wurden jetzt zur Wartung und Instandhaltung sowie in der Stillstandszeit nach „Hagalund Övre“ gefahren. Der vorgelagerte Nah- und Fernverkehrsbahnhof Solna hieß bis 1955 „Hagalund Nedre“.

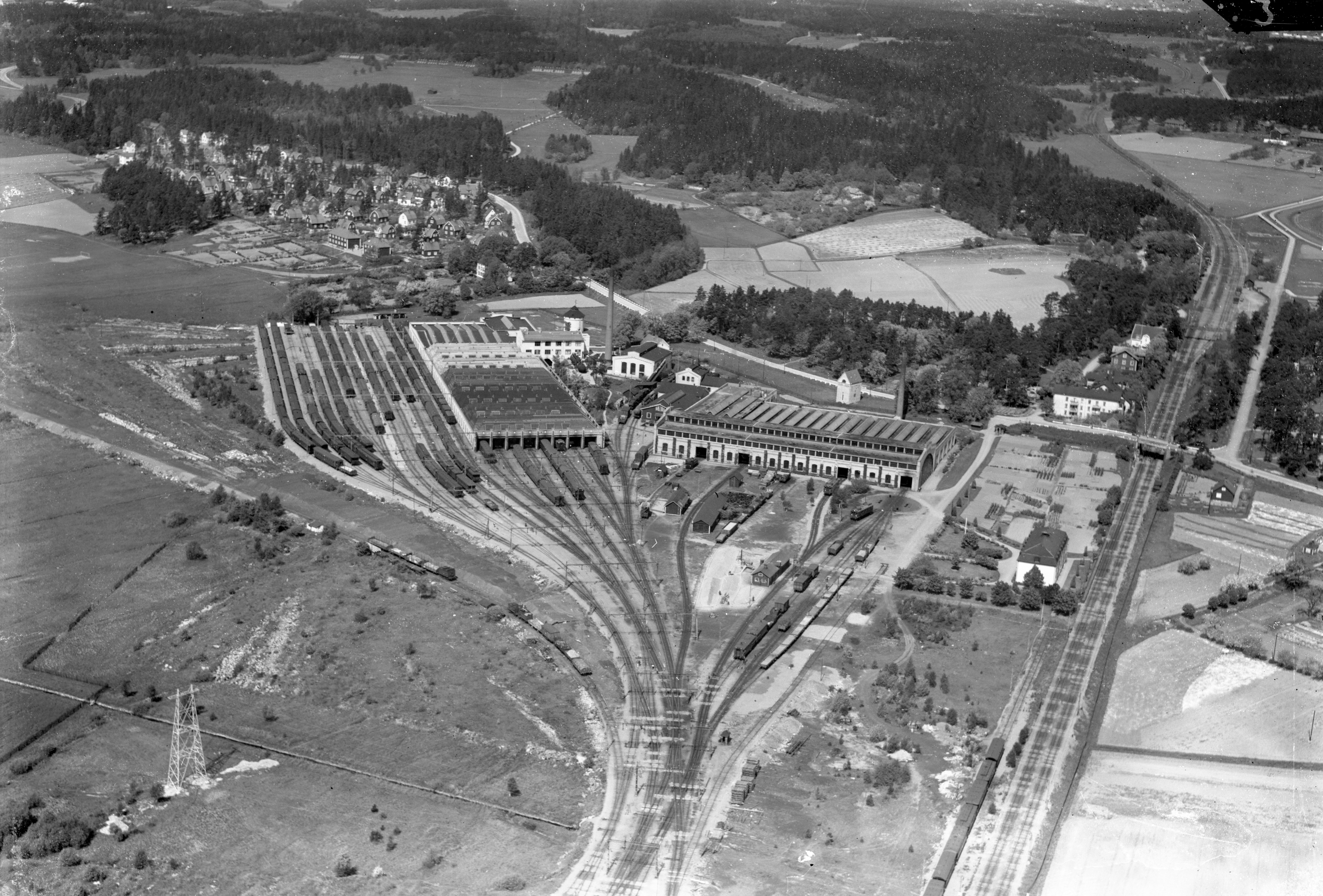
Der Bahnhof Hagalund 1936

Der Chef-Architekt der schwedischen Staatsbahnen Folke Zettervall entwarf die neuen Werkstätten in den Jahren 1912/13 im nationalromantischen Stil. Die Bauarbeiten wurden von 1913 bis 1916 schrittweise durchgeführt. Die Anlage aus einheitlich gestalteten Gebäuden wurde für Dampflokomotiven gebaut und bestand von Anfang an aus einer Betriebswerkstatt, einer Wagenhalle für Wartungen und Reparaturen, einem Wasserturm, einem Dampfkraftwerk und einer Ölgasanlage. Zudem wurden Lagerräume, ein Verwaltungsgebäude und ein Hausmeisterhaus errichtet. 1930 kam noch eine Wäscherei dazu.
Der ursprünglich in doppelter Größe geplante Parallel-Lokschuppen hatte auch in der umgesetzten Größe mit seinen offenen gewölbten Betonrahmen ein beeindruckendes Erscheinungsbild und besteht bis heute. In der Westfassade sorgt ein großes Bogenfenster für Tageslicht im Innenraum, ergänzt um Laternen und Oberlichter im Deckenbereich für zusätzliches Licht. Der Lokschuppen hatte damals vierzehn Aufstellgleise und eine Betriebswerkstatt mit drei Gleisen. Zwei 33 Meter hohe Schornsteine sorgten für die Ausleitung des Qualmes der Lokomotiven. Bis 1927 wurde die Strecke von Stockholm nach Süden vollständig elektrifiziert und mit dem zunehmenden Einsatz von Elektrolokomotiven wurde der Lokschuppen 1930 umgebaut und erweitert.
In der Wagenhalle wurden Reisezugwagen und Schlafwagen im Schichtbetrieb repariert, gewaschen und gereinigt. Die Halle wurde 1964 auf mehr als das Doppelte ihrer vorherigen Größe erweitert, teils um die verlängerten Zugeinheiten aufnehmen zu können, teils um die Arbeitsbedingungen zu verbessern. Es waren oft die Frauen männlicher SJ-Mitarbeiter, die die Reinigungsarbeiten durchführten.
Zur Versorgung der Dampflokomotiven diente der Wasserturm. Dafür wurde Wasser in den Turm gefördert, das von einer Pumpstation am Ulvsundasjön neben Furuberg am Karlbergs Strand entnommen wurde. Der Wasserturm diente zudem der Wasserversorgung für die Brandbekämpfung. Im Kesselhaus befand sich die Heizzentrale. Hier wurde Dampf für die Heizung der Wagen erzeugt, die sich im Abstellbahnhof befanden. Zu Beginn wurde von hier aus Hochdruckdampf zu allen Verbrauchern geleitet. Der Dampf trieb die Wäschemangeln in der Wäscherei an. Das Kesselhaus hatte zudem eine Sauna und ein Bad, in dem sich die Lokführer nach der Schicht reinigen konnten. Das Bad war für alle Mitarbeiter und ihre Familien geöffnet.
In der Ölgasanlage, die heute Werkstatt und Lager ist, wurde das zur Beleuchtung der Wagen verwendete Ölgas hergestellt. Die Wäscherei befand sich früher im großen, am südlichen Rand von Stockholm gelegenen, Bahnbetriebswerk Liljeholmen. Als dieses geschlossen wurde, wurde die Wäscherei 1929/30 nach Hagalund Övre verlegt.
Im Bürogebäude („Weißes Haus“) gibt es neben den Büros der Verwaltung auch Übernachtungsräume. Ursprünglich war eine Arztpraxis vorhanden. Das Wohnhaus des ehemaligen Hausmeisters wird seit 1981 zu Unterrichtszwecken genutzt.

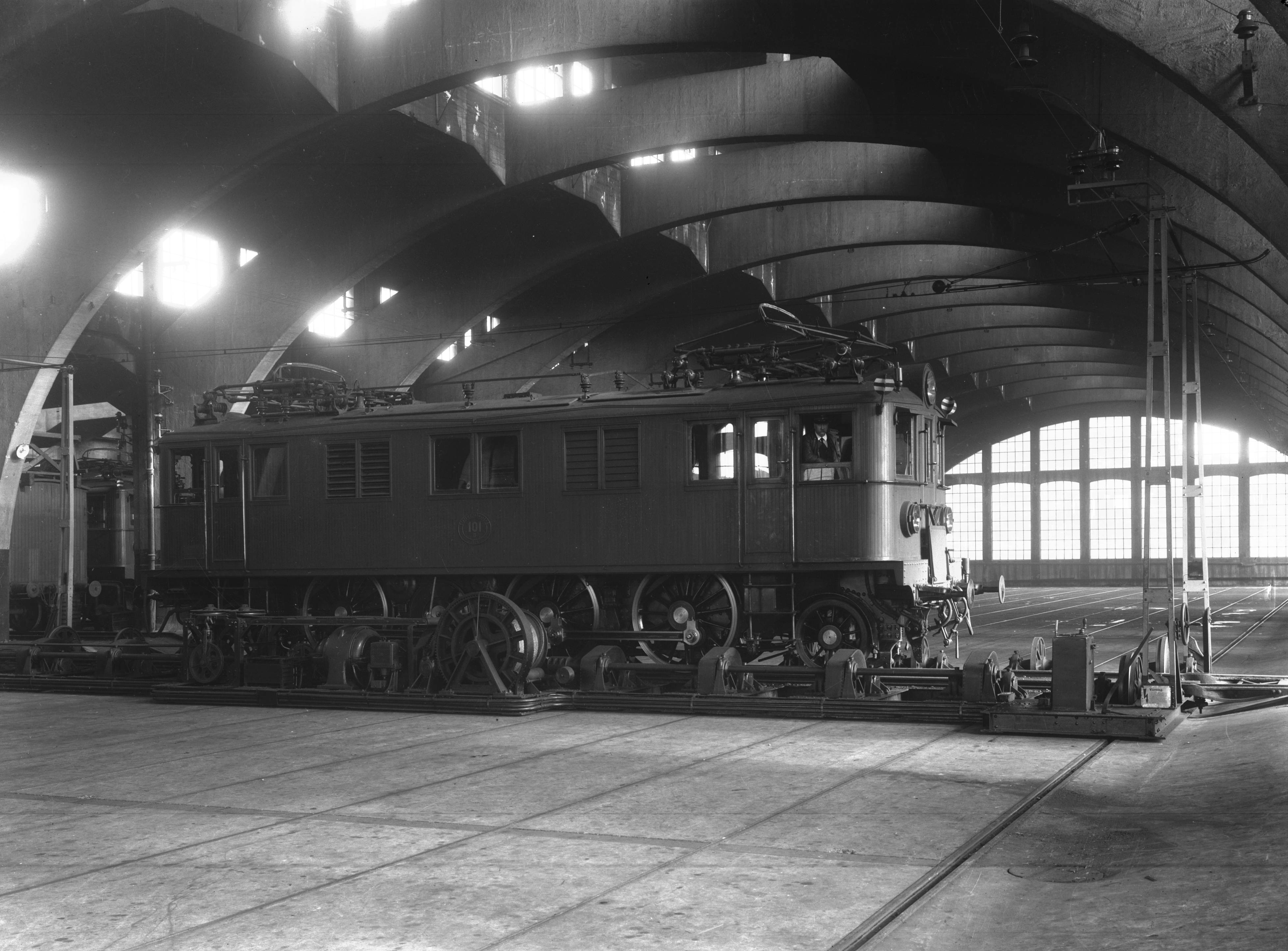
SJ D 101 (etwa 1940)
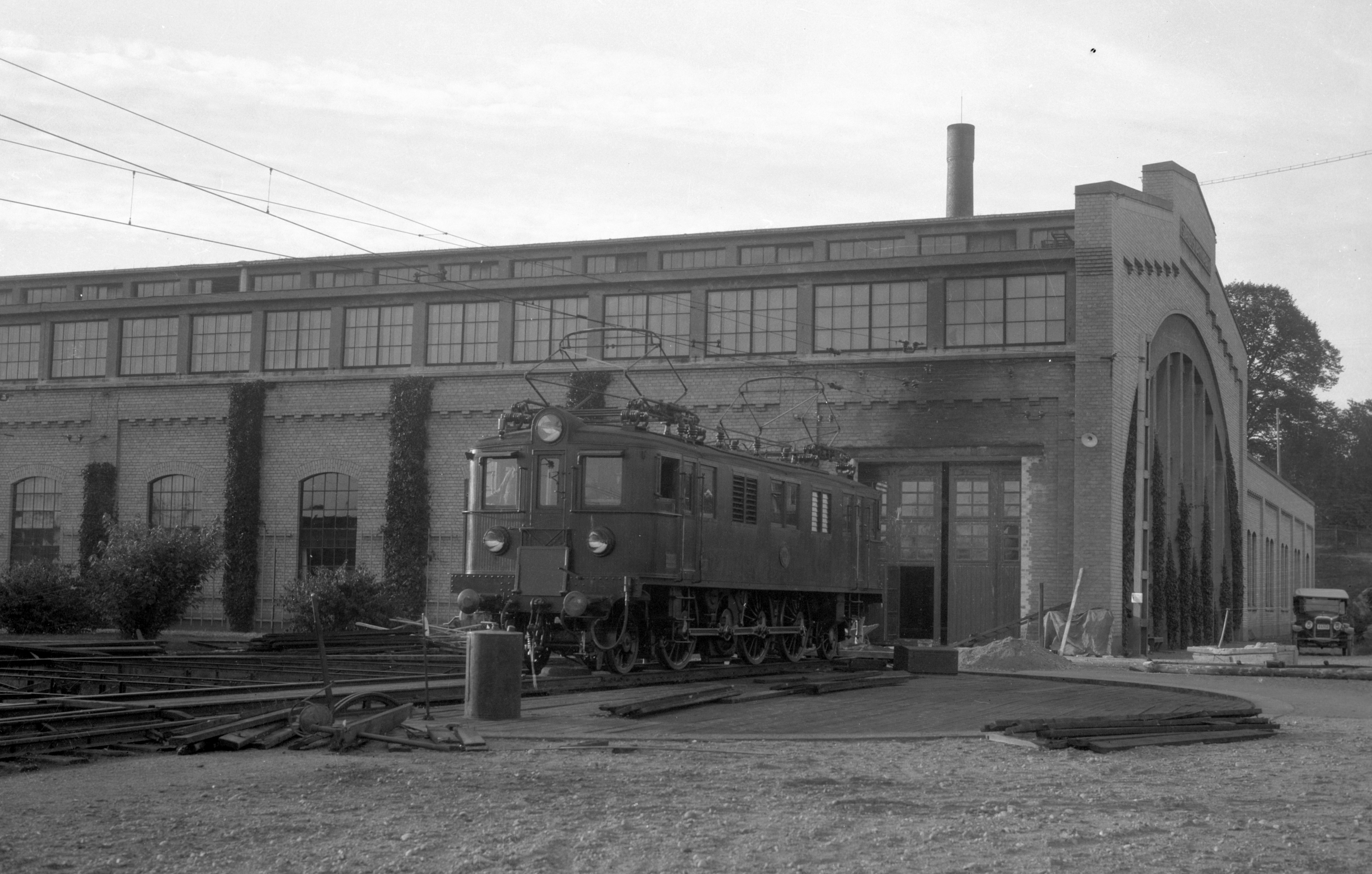
SJ D auf der Drehscheibe (etwa 1940)
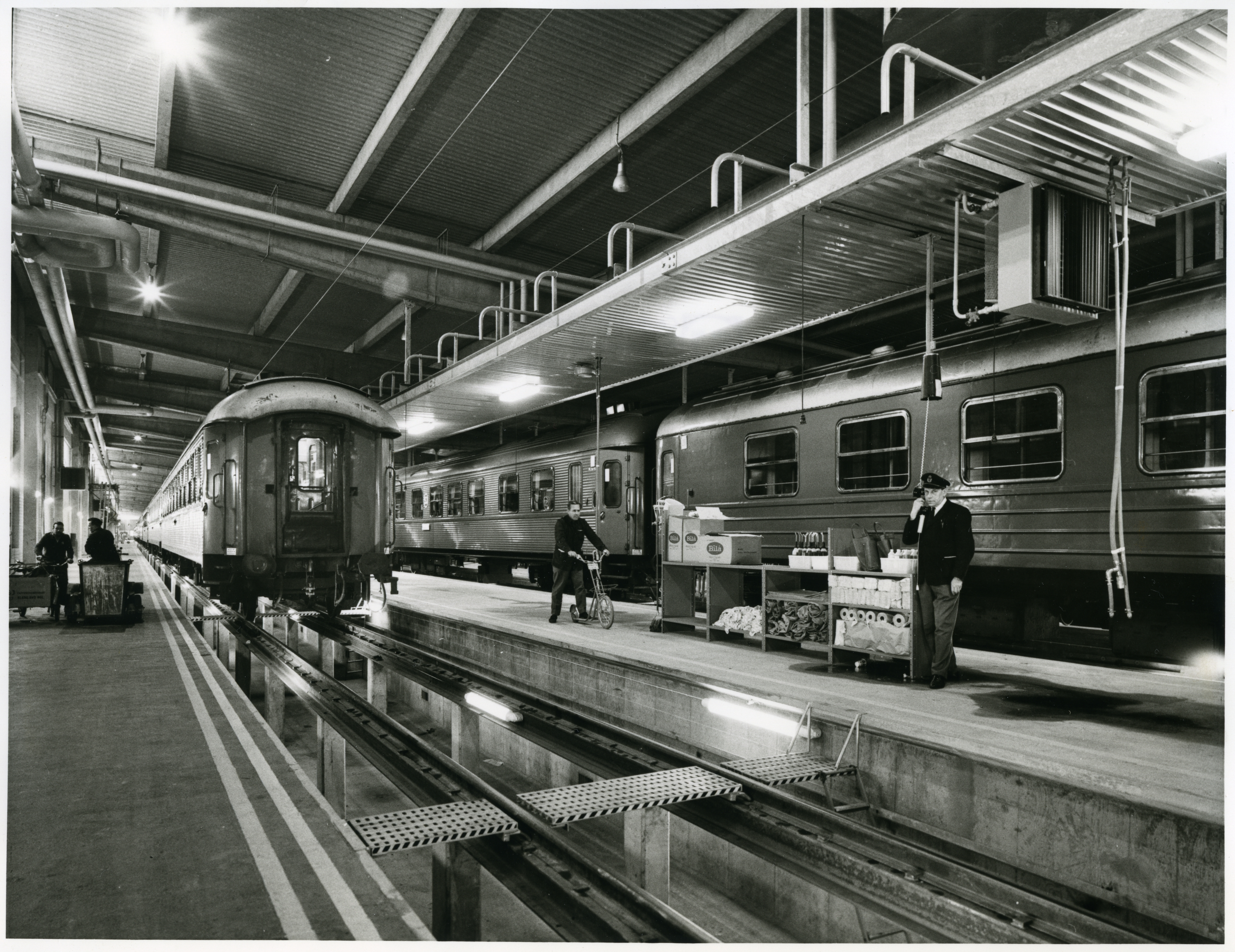
Wagenhalle (1967)
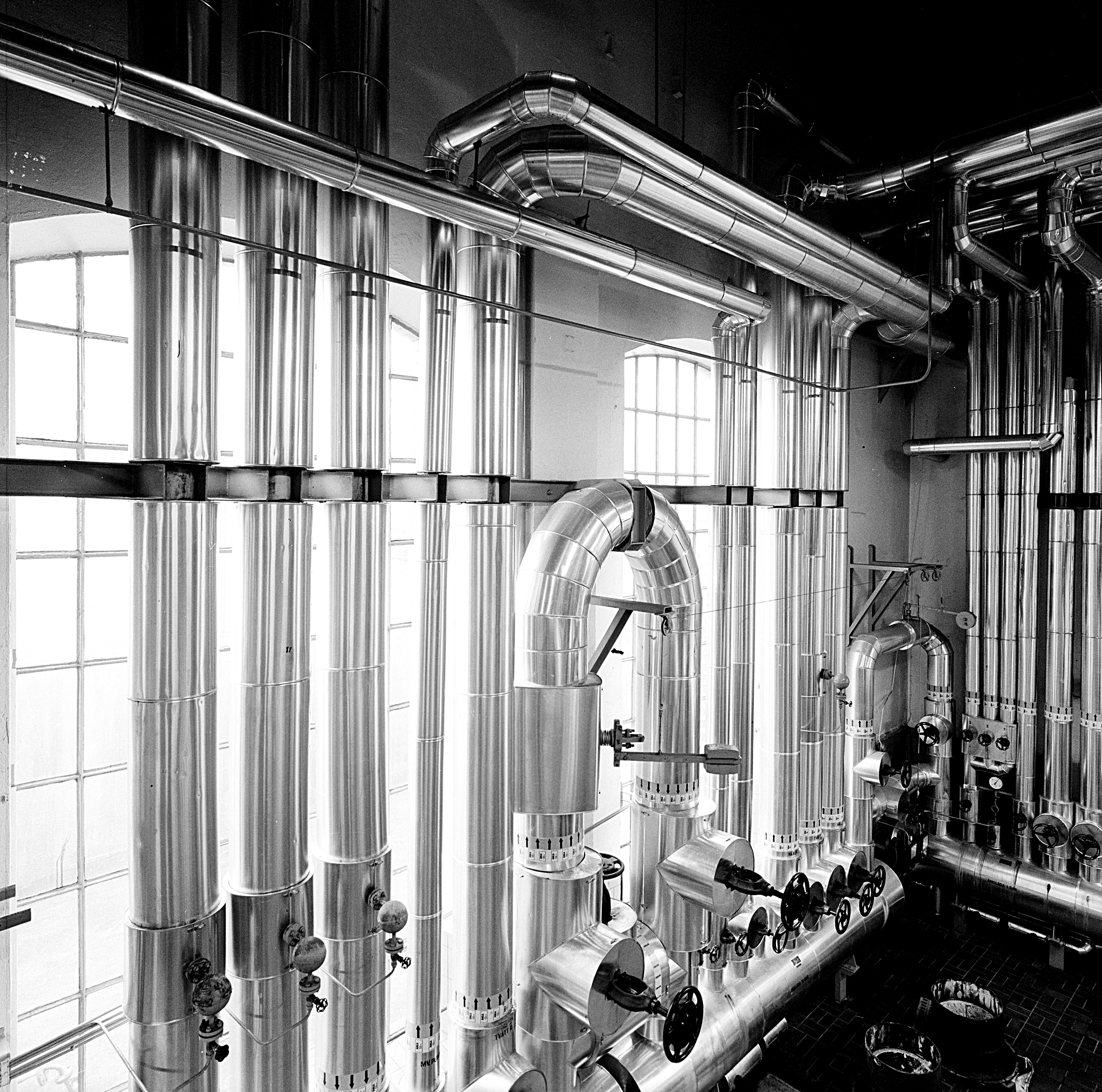
Kesselhaus mit Heizzentrale (1969)

## Architektur und kulturhistorische Bedeutung
Das von Zettervall gestaltete Gebäudevolumen ist kraftvoll, was durch die grauen Kalksteinziegel der Fassaden unterstrichen wird. Die grün gestrichenen Fenster sind als kleingewölbte Schiebefenster ausgeführt. Als einziges dekoratives Element wurde entlang der Traufe eine Treppe gestaltet, die bis in die Ecken geführt wird. Das Bürogebäude steht in Kontrast zu den anderen Gebäuden und sieht aus wie ein Herrenhaus aus dem 18. Jahrhundert mit heller, glatt verputzter Fassade und einem Mansardendach.
Hagalund Övre entstand in einer Expansionsphase des schwedischen Eisenbahnverkehrs. Die damals modernen Einrichtungen schlossen viele technische Innovationen ein. Die Gebäude und Werkstätten konnten dadurch später an neue Anforderungen angepasst werden und behielten zum größten Teil bis heute ihre ursprüngliche Funktion.
Die Werkstatt war und ist ein großer Arbeitgeber in der Region und hatte eine grundlegende Bedeutung für die Entwicklung der Umgebung. Die Wohngebäude in Råstahem, Norra und Södra Ritorp wären nicht entstanden, wenn die schwedischen Staatsbahnen nicht nahegelegene Wohnungen für ihre Angestellten im ehemaligen Militärübungsgebiet benötigt hätten.

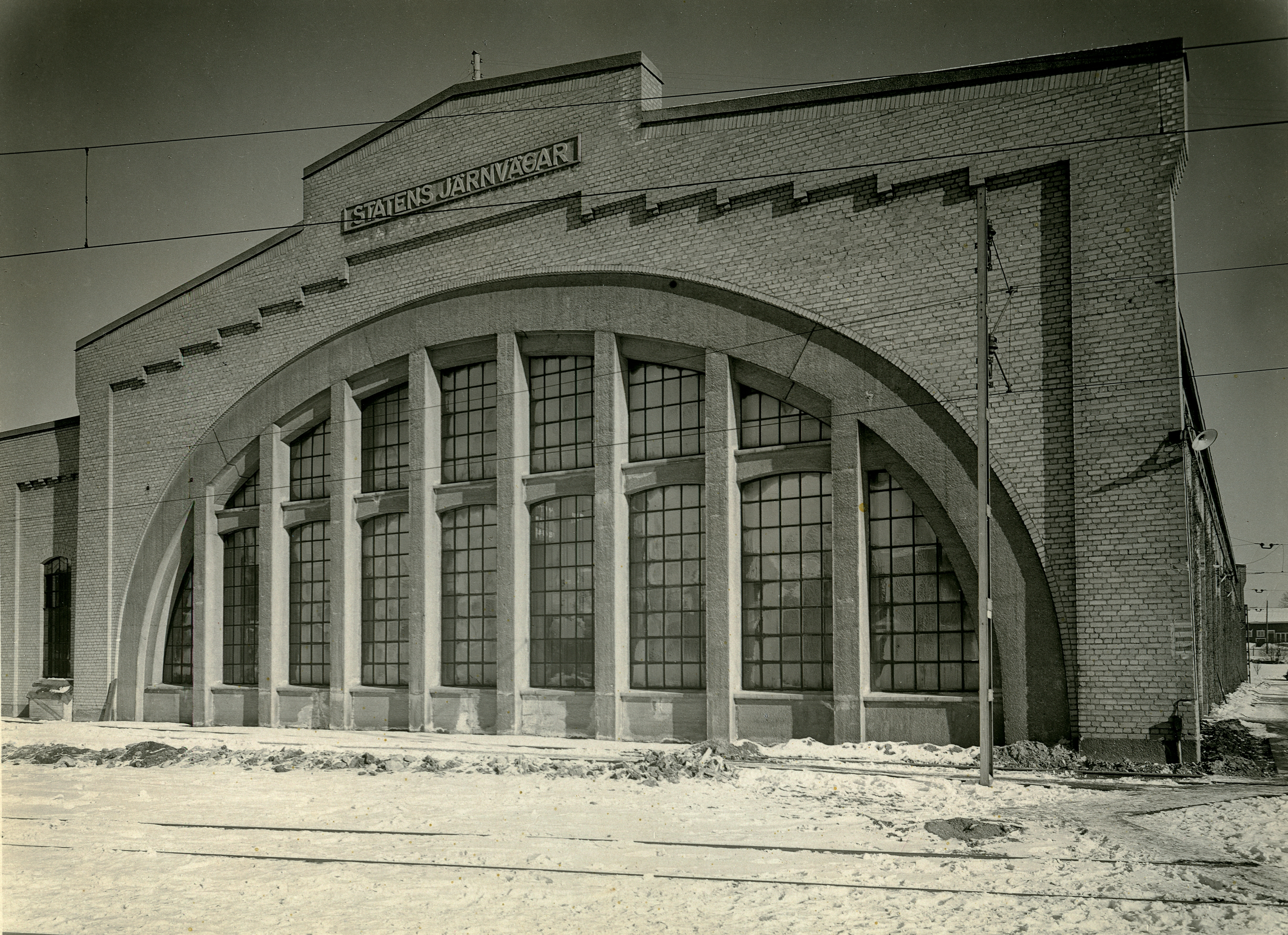
Fassade des Lokschuppens (etwa 1920)
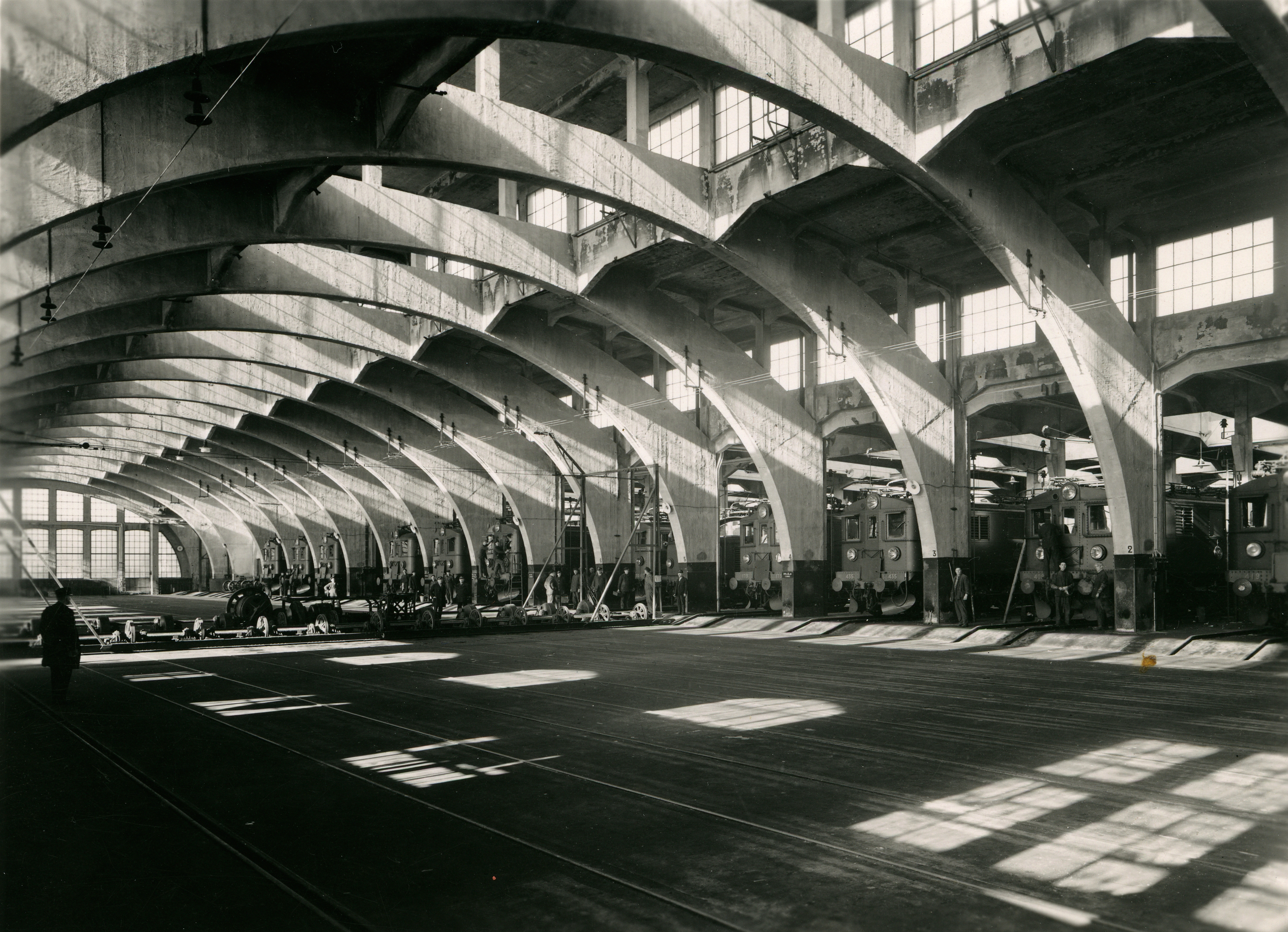
Dk 419, Dk 408, Dk 435 und Ds 173 (v. r. n. l.) in der Schiebenbühnenhalle (etwa 1930)
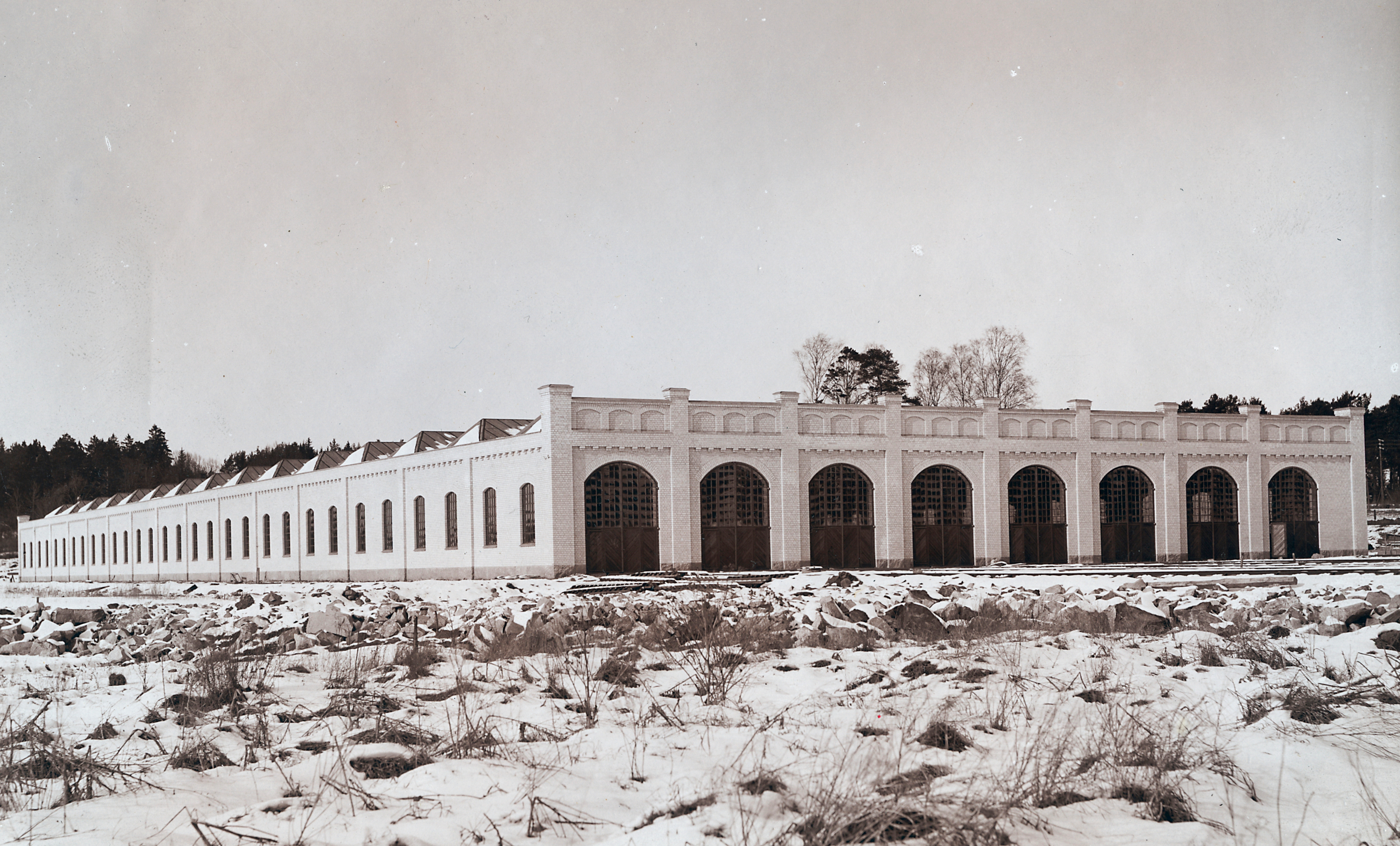
Wagenhalle Hagalund (etwa 1920)
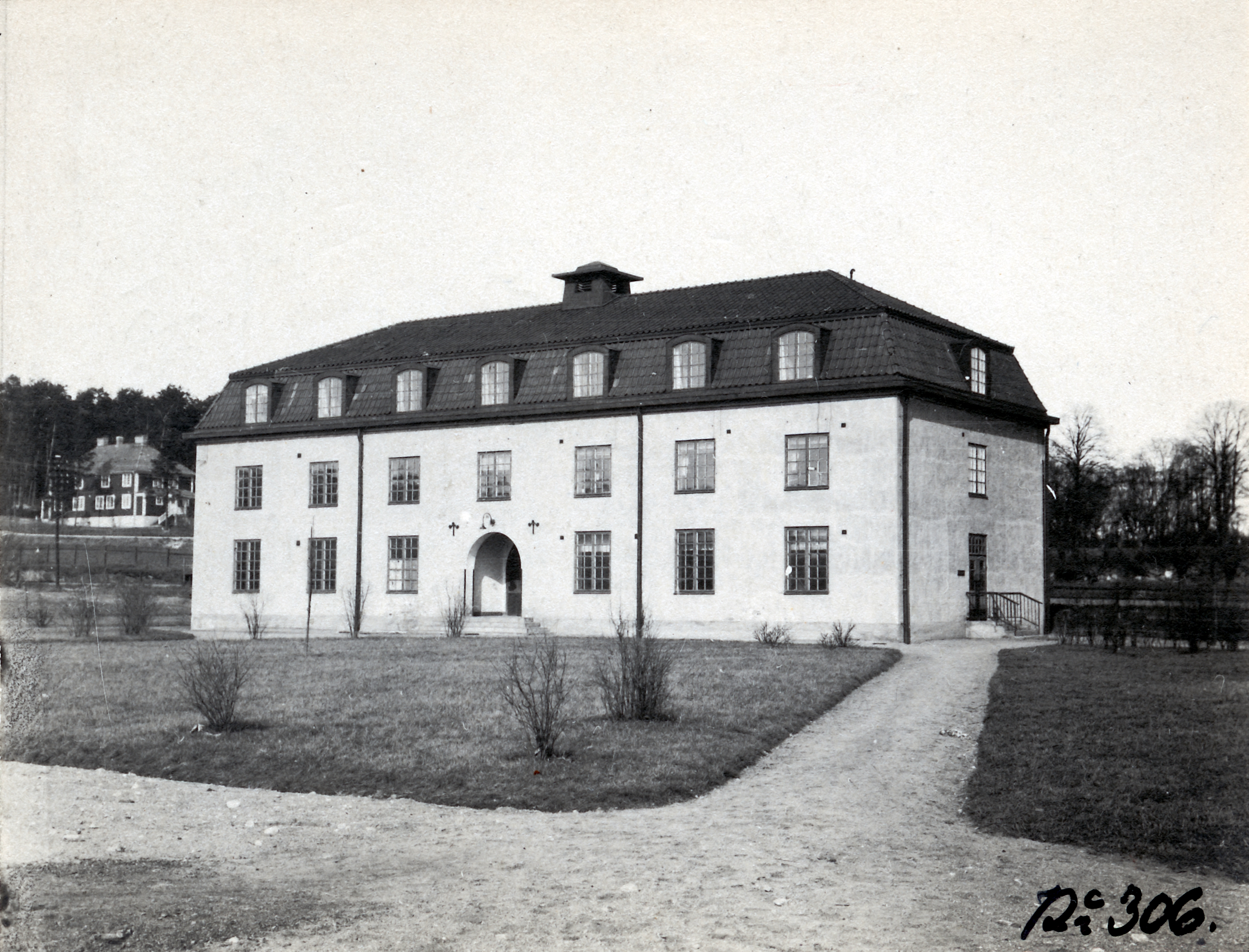
Bürogebäude (etwa 1920–1930)

Die Werkstatt ist mit ihrer Architektur einzigartig in Schweden. Die Gebäude sind großteils im Original gut erhalten, sowohl außen als auch innen. Die wenigen in den 1930er Jahren vorgenommenen Erweiterungen knüpften an die ursprüngliche Architektur an, nur die Neubauten in den 1960er und 1970er Jahren (Wagenhalle und Waschanlage) entstanden nicht im gleichen Stil.
Hagalund Övre bildet mit den großen, dicht aneinander gereihten und einheitlich gestalteten Gebäuden ein Werkstattumfeld von großem kulturhistorischem Wert. Besonders interessant ist die Lokhalle mit ihrer ausdrucksstarken Architektur und prächtigen Traversenschiffen im Inneren des Gebäudes. Bei Renovierungsarbeiten muss die Außenarchitektur mit größter Sorgfalt behandelt werden, insbesondere im Hinblick auf die Ziegel in den Fassaden sowie beim Fensteraustausch.
Es gibt Bestrebungen, die Werkstätten in zwei Stufen (A für Lokschuppen und Wagenhallen, B für die Gesamtumgebung) als Baudenkmäler (schwedisch Byggnadsminnen) zu deklarieren. Der Lokschuppen und die Alte Wagenhalle wurden von der Gemeinde Solna bereits in die Klasse Kulturhistoriskt värdefulla byggnader (kulturhistorisch wertvolle Gebäude) eingestuft.

## Gliederung
Das Areal wird von dem staatlichen Immobilien- und Eisenbahninfrastrukturunternehmen Jernhusen und dem schwedischen Zentralamt für Verkehrsinfrastruktur Trafikverket verwaltet. Die einzelnen Bereiche sind an SJ AB, Transdev, MTR, EuroMaint, Bombardier und andere Unternehmen vermietet, die hier am Aufbau, Umbau und der Instandhaltung von Reisezügen beteiligt sind.

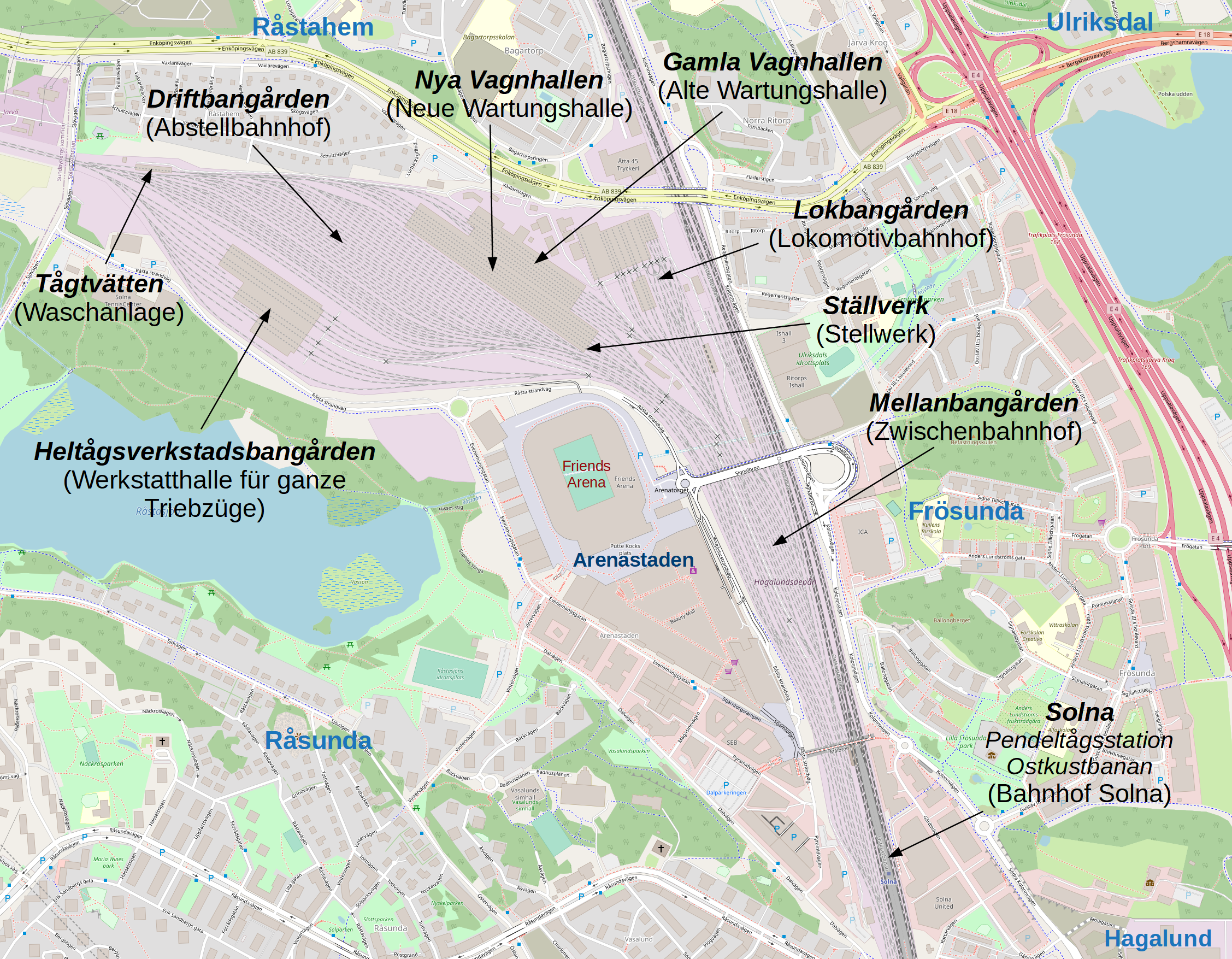
Gliederung des Bahnhof Hagalund. Die schwedische Bezeichnung der einzelnen Gleisanlagen und Werkstätten ist hier nicht immer wortwörtlich übersetzt, sondern ihre Funktion angegeben (siehe Text).

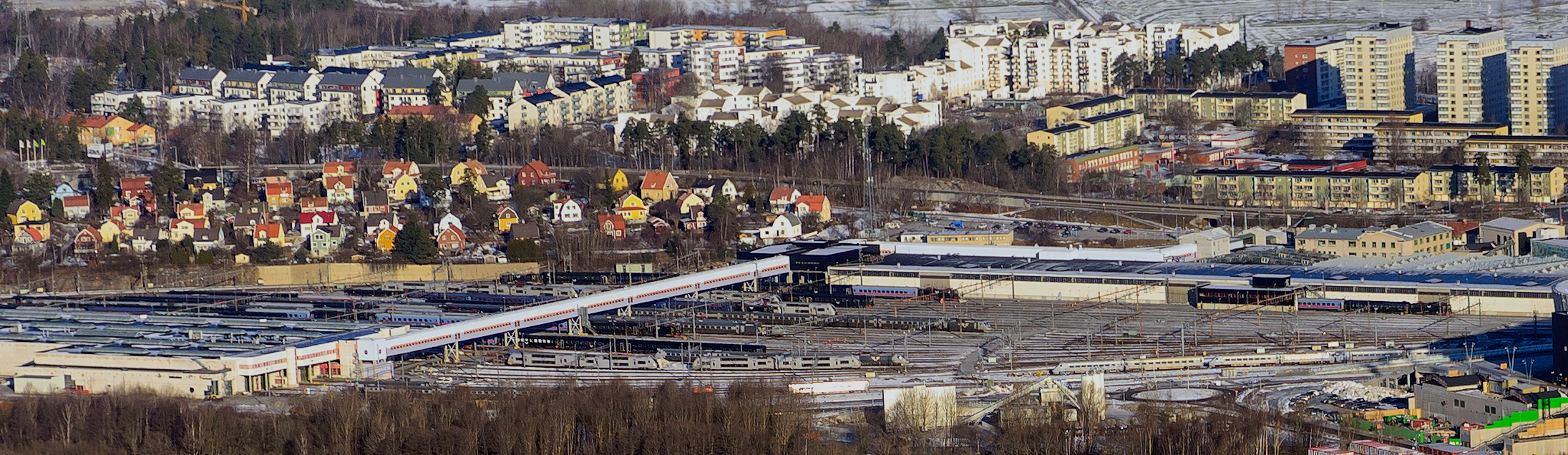
Blick nach Norden auf den Abstellbahnhof (2013), rechts die Nya Vagnhallen mit der Saneringshallen an der Südseite, links die Werkstatthalle (die Hallen sind durch eine Überführung verbunden).

Der Bahnhof gliedert sich in die Betriebsbahnhöfe (Zwischenbahnhof – Mellanbangården, Abstellbahnhof – Driftbangården und Lokomotivbahnhof – Lokbangården) und die Bahnbetriebswerke (Lokomotivschuppen, Werkstatt- und Wartungshallen). Im Bahnhof sind über 60 Gleise vorhanden. Er ist an die Bahnstrecke Stockholm–Sundsvall (Ostkustbana) angeschlossen, die im Osten am Gelände vorbeiführt. Südlich des Areals befindet sich an der Bahnstrecke der Nah- und Fernverkehrsbahnhof Solna.
Alle Fahrten von Eisenbahnfahrzeugen finden als Rangierfahrten mit einer maximal zulässigen Geschwindigkeit von 20 km/h statt. Diese Geschwindigkeit gilt auch für Straßenfahrzeuge innerhalb des Betriebsgeländes.

## Bahnbetriebswerk
Das Bahnbetriebswerk in Hagalund ist Nordeuropas größtes Betriebswerk für Reisezüge. Es besteht aus verschiedenen Segmenten von Wartungs- und Instandhaltungseinrichtungen.
- Die Radsatzdrehbank befindet sich im Zwischenbahnhof und wird von EuroMaint betrieben. Hier werden Radsätze von Schienenfahrzeugen aus dem ganzen Land gedreht. Die Radsatzdrehbank ist eine von drei Drehbänken für Züge im Mälardalen.
- Die Vakuumentleerung befindet sich am südlichen Ende des Zwischenbahnhofs. Hier werden die Toilettentanks der ankommenden Personenzüge geleert. Betreiber der Anlage ist ISS Facility Services.
- Im Lokomotivbahnhof (Lokbangården) werden die meisten Rc-Lokomotiven von SJ AB durch EuroMaint gewartet, hauptsächlich Rc6-Lokomotiven. Die Lokwerkstatt besteht aus zwei Gleisen, auf denen jeweils an zwei Lokomotiven gearbeitet werden kann. Daran schließt sich die sogenannte GDS-Halle (GDS: Gör det själv – im Sinne von Selbstbedienung)[9] an, in der die Lokomotiven von den jeweiligen Betreibern gegen eine Stunden- oder Tagesgebühr gewaschen werden können. Hinter der Lokomotivwerkstatt befindet sich die ältere Lokpflegehalle, in der Wartungsarbeiten an Fahrzeugen anderer Betreiber durchgeführt werden.
- Die in den späten 1980er Jahren erbaute Werkstatthalle für (ganze) Triebzüge (Heltågsverkstadsbangården) befindet sich im westlichen Teil des Bahnhofs. In dieser findet der größte Teil der laufenden Wartung der X2-Flotte von SJ AB statt. Ein Teil der Wartung der Baureihe X40 wird in der Werkstatthalle durch Euromaint und Mantena AS durchgeführt, die zudem die Wartung der neuen SJ3000-Fahrzeuge (X55) übernommen haben. In dieser Werkstatt befinden sich unter anderem Brückenkräne für größere Arbeiten.
- Nya Vagnhallen ist der Name der großen Wartungshalle, die in den 1960er Jahren gebaut wurde. Die sechs Gleise in der Halle bieten gleichzeitig Platz für die einfache Wartung und Untersuchung von zwölf Garnituren der Baureihe SJ X2. Für diese laufenden Wartungsarbeiten wie Reinigung, Wasserfüllung, Sicherheitsinspektion und Enteisung im Winter sind die Betreiber der Fahrzeuge selbst verantwortlich.
- Neben der neuen Wagenhalle befindet sich die ältere kulturhistorisch wertvolle alte Wagenhalle (Gamla Vagnhallen). Dort werden keine laufenden Wartungsarbeiten, sondern spezielle Einzelaufträge und die Unterhaltung von Bahndienstfahrzeugen durchgeführt.
- Die neueste Einrichtung ist die 2011 fertiggestellte Saneringshallen, durch die das Gleis 16 neben der neuen Wagenhalle führt. Hier werden Schienenfahrzeuge nach Unglücksfällen instand gesetzt und Graffiti entfernt.[10]
- Tågtvätten ist eine Selbstbedienungs-Waschanlage für Züge im nördlichen Teil des Bahnhofs.[11][12]
- 2014 wurde eine neue Wartungs- und Wagenhalle mit den Gleisen 8 und 9 für die Fahrzeuge von MTR Express fertiggestellt. Die Halle ist eine Erweiterung der alten Wagenhalle.[12]

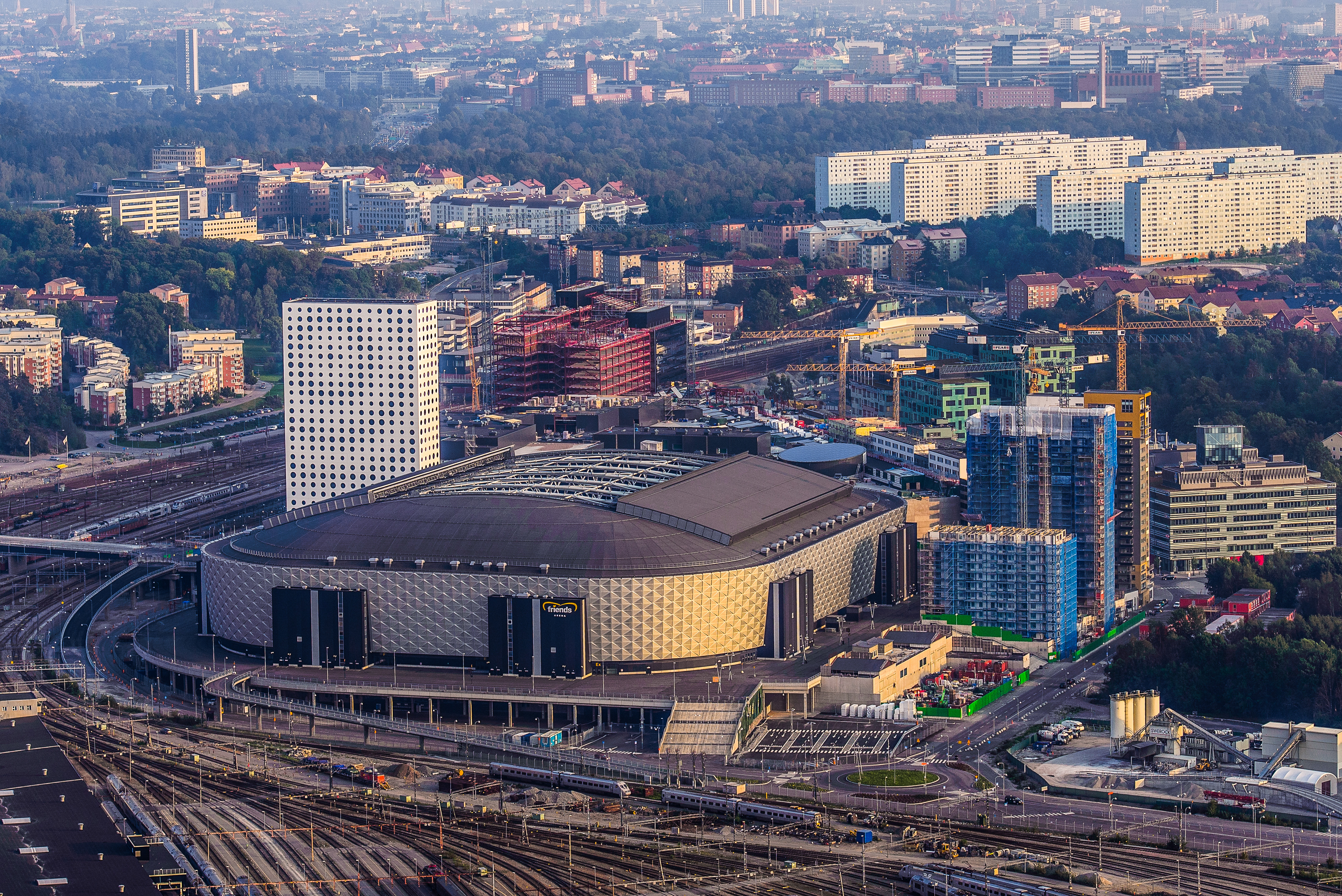
Blick nach Südost auf Arenastaden mit der Friends Arena (2014), davor das südliche Ende des Abstellbahnhofs, am unteren linken Bildrand die neue Wartungshalle und das Stellwerk (die Fensterreihe des Stellwerks ist oben am Ende der Halle zu erkennen).

- Am südlichen Ende der neuen Wagenhalle befindet sich das Stellwerk von Hagalund, das von einem Stellwerksbetreiber im Auftrag von Trafikverket bedient wird, um alle Fahrzeugbewegungen innerhalb des Bahnhofsbereichs zu regeln. Das Bahnhofgebiet von Hagalund wurde bis Ende 2015 gemäß den Verkehrsvorschriften JTF (Järnvägsstyrelsens trafikföreskrifter) – ersetzt durch die Trafikbestämmelser för järnväg (TTJ) – der schwedischen Verkehrsbehörde Transportstyrelsen als Abstellgleis eingestuft.[13] Alle Bewegungen innerhalb des Gebiets finden als Rangierfahrten statt.[14] Das 1987 installierte elektronische Stellwerk des Typs 85 hatte zwei Stellwerksrechner, die im August 1992 erneuert wurden.[15][16] Am 12. Februar 2021 wurde dieses durch ein Stellwerk Typ 95 ATC ersetzt.[17][18]

Das südliche Ende des Zwischenbahnhofs ist Teil des Verkehrszentrums Stockholm (schwedisch driftledningsområde) und des Betriebsstandortes (schwedisch driftplads) Solna. Dieser Teil wird vom zuständigen Stellwerk im Verkehrszentrum Stockholm Fjärren Stockholm kontrolliert.